# Holly Palmer
Holly Palmer est une chanteuse-compositrice-interprète américaine née vers 1971. Elle a sorti cinq albums solo et a participé comme choriste à des tournées de David Bowie et Gnarls Barkley. Elle est Cheesecake, la partenaire de l'artiste multidisciplinaire Allee Willis dans leur collaboration multimédia sur Internet Bubbles &Cheesecake.

## Biographie
Holly Palmer grandit à Santa Monica puis près de Seattle, avant de quitter la côte ouest pour étudier la musique au Berklee College of Music de Boston,. Elle y décroche un premier contrat avec Island Records.
Elle emménage à New York au milieu des années 1990, et enregistre son premier album en 1996, Holly Palmer,, qui rencontre un accueil favorable des critiques,. Le deuxième album, Tender Hooks, est enregistré à Londres en 1998 et produit à New York, mais n'est pas publié.
En 1999, David Bowie la choisit pour les chœurs de son album 'hours...' : elle est notamment créditée pour la chanson qui ouvre l'album, Thursday Child, et participe en 1999 et 2000 à la tournée qui suit comme chanteuse et percussionniste.
Elle s'installe à Los Angeles en 2000, et prépare un nouvel album, I Confess, que Warner Bros décide également de ne pas sortir. Elle négocie alors avec eux les masters et lance son propre label, Bombshell Records, qui publie Tender Hooks et I Confess.
En 2006, elle est choriste pour la tournée du groupe Gnarls Barkley qui fait suite à leur premier album, St. Elsewhere, titulaire d'un Grammy Award.
À la fin de l'année, elle commence son partenariat d'écriture avec Allee Willis, sous les pseudonymes de Bubbles & Cheesecake,, alter-egos respectifs de Willis et d'elle. Leurs premiers single et vidéo, It's a Woman Thang, est lancé sur leur site Web multimédia interactif en octobre 2007.
En 2007 elle sort sur son label son quatrième album solo, Songs For Tuesday, enregistré en public en septembre 2005.
Elle contribue à d'autres enregistrements, notamment comme choriste sur l'album de Dave Navarro Trust No One, et comme percussionniste et choriste sur le disque 3 de Bowie at the Beeb. Sa reprise de la chanson de Bob Dylan All I Really Wanna Do  est incluse dans la bande originale de la série télévisée Party Of Five (1996).
Son dernier album, A Family Album, paraît en 2019.

## Discographie
Albums
- Holly Palmer (1996, Warner Bros. Records)
- Tender Hooks (2004, Bombshell Records)
- I Confess (2004, Bombshell Records)
- Songs for Tuesday (2007, Bombshell Records)
- A Family Album (2019, Bombshell Records)

EP
- The Soul of Bubbles & Cheesecake EP (2007, Bubbles & Cheesecake Unlimited)

Vidéos musicales
- Different Languages
- Just So You Know
- Tha's Why They Call It Rome
- It's a Woman Thang

Collaborations ;
- 2000 : Bowie at the Beeb de David Bowie - CD 3 - Chœurs
- 2009 : VH1 Storytellers de David Bowie - Chœurs
- 2011 : Tou,' de David Bowie - Chœurs